# Consuegra
Consuegra és un municipi de la província de Toledo, a la comunitat autònoma de Castella la Manxa. Limita a l'est amb Madridejos, al nord amb Mora i Turleque, a l'oest amb Urda i Los Yébenes, a la província de Toledo, i al sud amb Villarrubia de los Ojos a la de Ciudad Real.

## Administració
| Període      | Nom de l'alcalde/-essa                                              | Partit polític | Data de possessió |
| ------------ | ------------------------------------------------------------------- | -------------- | ----------------- |
| 1979 - 1983  | Antonio López Portillo                                              | UCD            | 19/04/1979        |
| 1983 - 1987  | Antonio López Portillo                                              | Independent    | 28/05/1983        |
| 1987 - 1991  | Manuel Gutiérrez Jiménez (22/01/1988) Gumersindo Quijorna del Álamo | PSOE PSOE      | 30/06/1987        |
| 1991 - 1995  | Gumersindo Quijorna del Álamo                                       | PSOE           | 15/06/1991        |
| 1995 - 1999  | Gumersindo Quijorna del Álamo                                       | PSOE           | 17/06/1995        |
| 1999 - 2003  | Gumersindo Quijorna del Álamo                                       | PSOE           | 03/07/1999        |
| 2003 - 2007  | Antonio López Portillo                                              | PP             | 14/06/2003        |
| 2007 - 2011  | Benigno Casas Gómez                                                 | PSOE           | 16/06/2007        |
| 2011 - 2015  | n/d                                                                 | n/d            | 11/06/2011        |
| 2015 - 2019  | n/d                                                                 | n/d            | 13/06/2015        |
| 2019 - 2023  | n/d                                                                 | n/d            | 15/06/2019        |
| Des del 2023 | n/d                                                                 | n/d            | 17/06/2023        |